# Jimmy Arias
Pour les articles homonymes, voir Arias.
Jimmy Arias, né le 16 août 1964 à Grand Island près de Buffalo, est un joueur de tennis américain, professionnel dans les années 1980 et 1990. Il est domicilié à Buffalo.
En 1976, il est champion des États-Unis des moins de douze ans en simple et en double (sur surface dure et sur terre battue). Puissant frappeur de fond court, il intègre la Nick Bollettieri Tennis Academy à treize ans. En 1977, il est de nouveau champion des États-Unis indoor des moins de quatorze ans. Les observateurs lui promettent alors un avenir exceptionnel. Passé professionnel en 1980, il devient à seize ans le plus jeune participant à l'US Open. Mais il ne confirmera pas les espoirs placés en lui. Il ne gagnera jamais de Tournois du Grand Chelem en simple (même pas de place de finaliste), ni la Coupe Davis, ni les Masters.
Jimmy Arias réalise sa plus belle saison en 1983 en parvenant en demi-finale de l'US Open et en remportant le Masters de Rome. Il obtient son meilleur classement ATP le 4 septembre 1984 : il devient 5e mondial, derrière John McEnroe, Mats Wilander, Ivan Lendl et Jimmy Connors.
Au total, Jimmy Arias a remporté cinq titres en simple. Associé à sa compatriote Andrea Jaeger, il remporte Roland-Garros en double mixte en 1981, son unique succès dans une épreuve du Grand Chelem. Victime de blessures à répétition, Jimmy Arias met fin à sa carrière en 1994.
Il est aujourd'hui commentateur sportif pour ESPN International et Tennis Channel.

## Palmarès

### Titres en simple (5)
| No | Date       | Nom et lieu du tournoi                         | Catégorie           | Dotation  | Surface      | Finaliste             | Score              |  |
| -- | ---------- | ---------------------------------------------- | ------------------- | --------- | ------------ | --------------------- | ------------------ |  |
| 1  | 18-10-1982 | Tournoi de tennis du Japon, Tokyo              |                     | 125 000 $ | Terre (ext.) | Dominique Bedel       | 6-2, 2-6, 6-4      |  |
| 2  | 09-05-1983 | Tournoi de tennis de Florence, Florence        |                     | 75 000 $  | Terre (ext.) | Francesco Cancellotti | 6-1, 6-4           |  |
| 3  | 16-05-1983 | Italian Open, Rome                             | Championship Series | 300 000 $ | Terre (ext.) | José Higueras         | 6-2, 6-7, 6-1, 6-4 |  |
| 4  | 01-08-1983 | US Men's Clay Court Championship, Indianapolis |                     | 300 000 $ | Terre (ext.) | Andrés Gómez          | 6-4, 2-6, 6-4      |  |
| 5  | 12-09-1983 | Tournoi de tennis de Sicile, Palerme           |                     | 100 000 $ | Terre (ext.) | José Luis Clerc       | 6-2, 2-6, 6-0      |  |

### Finales en simple (11)
| No | Date       | Nom et lieu du tournoi                             | Catégorie           | Dotation  | Surface      | Vainqueur       | Score              |          |
| -- | ---------- | -------------------------------------------------- | ------------------- | --------- | ------------ | --------------- | ------------------ | -------- |
| 1  | 19-07-1982 | Sovran Bank Classic, Washington                    |                     | 200 000 $ | Terre (ext.) | Ivan Lendl      | 6-3, 6-3           |          |
| 2  | 02-08-1982 | US Men's Clay Court Championship, Indianapolis     |                     | 200 000 $ | Terre (ext.) | José Higueras   | 7-5, 5-7, 6-3      |          |
| 3  | 11-07-1983 | US Pro, Boston                                     |                     | 200 000 $ | Terre (ext.) | José Luis Clerc | 6-3, 6-1           |          |
| 4  | 18-07-1983 | Sovran Bank Classic, Washington                    |                     | 200 000 $ | Terre (ext.) | José Luis Clerc | 6-3, 3-6, 6-0      |          |
| 5  | 29-04-1985 | Alan King/Caesars Palace Tennis Classic, Las Vegas |                     | 400 000 $ | Dur (ext.)   | Johan Kriek     | 4-6, 6-3, 6-4, 6-2 |          |
| 6  | 20-05-1985 | Tournoi de tennis de Florence, Florence            |                     | 80 000 $  | Terre (ext.) | Sergio Casal    | 3-6, 6-3, 6-2      |          |
| 7  | 14-10-1985 | Tournoi de tennis du Japon, Tokyo                  |                     | 125 000 $ | Dur (ext.)   | Scott Davis     | 6-1, 7-6           |          |
| 8  | 20-04-1987 | Monte-Carlo Open, Monte-Carlo                      | Championship Series | 415 000 $ | Terre (ext.) | Mats Wilander   | 4-6, 7-5, 6-1, 6-3 | Parcours |
| 9  | 25-04-1988 | US Men's Clay Court Championship, Charleston       |                     | 190 000 $ | Terre (ext.) | Andre Agassi    | 6-2, 6-2           |          |
| 10 | 01-01-1990 | Australian Men's Hardcourt Championships, Adélaïde | World Series        | 125 000 $ | Dur (ext.)   | Thomas Muster   | 3-6, 6-2, 7-5      |          |
| 11 | 06-05-1991 | US Men's Clay Court Championship, Charlotte        | World Series        | 215 000 $ | Terre (ext.) | Jaime Yzaga     | 6-3, 7-5           |          |

### Finale en double (1)
| No | Date       | Nom et lieu du tournoi           | Catégorie | Dotation  | Surface    | Vainqueurs           | Partenaire  | Score    |  |
| -- | ---------- | -------------------------------- | --------- | --------- | ---------- | -------------------- | ----------- | -------- |  |
| 1  | 13-10-1986 | Tournoi de tennis du Japon Tokyo |           | 125 000 $ | Dur (ext.) | Matt Anger Ken Flach | Greg Holmes | 6-2, 6-3 |  |

### Autres performances
- US Open : Demi-finaliste en 1983
- Masters de Monte-Carlo : Demi-finaliste en 1984
- Masters d'Indian Wells : Demi-finaliste en 1984
- Masters du Canada : Demi-finaliste en 1985
- Jeux olympiques : Demi-finaliste en 1984

## Parcours dans les tournois duGrand Chelem

### En simple
| Année | Open d'Australie | Open d'Australie | Internationaux de France | Internationaux de France | Wimbledon       | Wimbledon  | US Open         | US Open       | Open d'Australie | Open d'Australie |
| ----- | ---------------- | ---------------- | ------------------------ | ------------------------ | --------------- | ---------- | --------------- | ------------- | ---------------- | ---------------- |
| 1980  | n.o.             | n.o.             | —                        | —                        | —               | —          | 2e tour (1/32)  | R. Tanner     | —                | —                |
| 1981  | n.o.             | n.o.             | 2e tour (1/32)           | R. Ycaza                 | —               | —          | 2e tour (1/32)  | H. Solomon    | —                | —                |
| 1982  | n.o.             | n.o.             | 3e tour (1/16)           | C. Hooper                | —               | —          | 3e tour (1/16)  | J. Connors    | —                | —                |
| 1983  | n.o.             | n.o.             | 1/8 de finale            | G. Vilas                 | —               | —          | 1/2 finale      | I. Lendl      | —                | —                |
| 1984  | n.o.             | n.o.             | 1/4 de finale            | J. McEnroe               | 1/8 de finale   | T. Šmíd    | 2e tour (1/32)  | G. Mayer      | —                | —                |
| 1985  | n.o.             | n.o.             | 1er tour (1/64)          | R. Saad                  | 1er tour (1/64) | J. Lapidus | 3e tour (1/16)  | T. Šmíd       | —                | —                |
| 1986  | n.o.             | n.o.             | —                        | —                        | —               | —          | 1er tour (1/64) | M. Šrejber    | n.o.             | n.o.             |
| 1987  | —                | —                | 1/8 de finale            | Bo. Becker               | 1er tour (1/64) | P. Canè    | 1er tour (1/64) | P. Fleming    | n.o.             | n.o.             |
| 1988  | —                | —                | 1er tour (1/64)          | R. Agenor                | —               | —          | 1er tour (1/64) | M. Laurendeau | n.o.             | n.o.             |
| 1989  | —                | —                | 3e tour (1/16)           | S. Edberg                | —               | —          | 1er tour (1/64) | J. Palmer     | n.o.             | n.o.             |
| 1990  | 1er tour (1/64)  | J. Courier       | 2e tour (1/32)           | A. Volkov                | —               | —          | 2e tour (1/32)  | M. Chang      | n.o.             | n.o.             |
| 1991  | 3e tour (1/16)   | J. Yzaga         | 2e tour (1/32)           | G. Forget                | —               | —          | 2e tour (1/32)  | J. Courier    | n.o.             | n.o.             |
| 1992  | 1er tour (1/64)  | L. Koslowski     | —                        | —                        | —               | —          | —               | —             | n.o.             | n.o.             |

N.B. : à droite du résultat se trouve le nom de l'ultime adversaire.

### En double
| Année | Open d'Australie              | Open d'Australie      | Internationaux de France     | Internationaux de France | Wimbledon | Wimbledon | US Open                      | US Open                  | Open d'Australie | Open d'Australie |
| ----- | ----------------------------- | --------------------- | ---------------------------- | ------------------------ | --------- | --------- | ---------------------------- | ------------------------ | ---------------- | ---------------- |
| 1980  | n.o.                          | n.o.                  | —                            | —                        | —         | —         | 1er tour (1/32) R. Hightower | J. Benson T. Garcia      | —                | —                |
| 1981  | n.o.                          | n.o.                  | 1er tour (1/32) B. Testerman | J. López M. Mir          | —         | —         | —                            | —                        | —                | —                |
| 1982  | n.o.                          | n.o.                  | —                            | —                        | —         | —         | —                            | —                        | —                | —                |
| 1983  | n.o.                          | n.o.                  | —                            | —                        | —         | —         | —                            | —                        | —                | —                |
| 1984  | n.o.                          | n.o.                  | 1/2 finale E. Korita         | P. Složil T. Šmíd        | —         | —         | 2e tour (1/16) P. Annacone   | J. Lloyd D. Stockton     | —                | —                |
| 1985  | n.o.                          | n.o.                  | 1er tour (1/32) E. Korita    | R. Acuña Á. Fillol       | —         | —         | 1er tour (1/32) G. Holmes    | M. Dickson T. Wilkison   | —                | —                |
| 1986  | n.o.                          | n.o.                  | —                            | —                        | —         | —         | 1er tour (1/32) B. Gilbert   | P. Annacone van Rensburg | n.o.             | n.o.             |
| 1987  | —                             | —                     | 1/8 de finale E. Korita      | G. Donnelly P. Fleming   | —         | —         | 1er tour (1/32) E. Teltscher | C. Hooper M. Leach       | n.o.             | n.o.             |
| 1988  | —                             | —                     | 1/8 de finale P. Canè        | E. Korita J. Levine      | —         | —         | 2e tour (1/16) B. Gilbert    | K. Flach R. Seguso       | n.o.             | n.o.             |
| 1989  | —                             | —                     | —                            | —                        | —         | —         | 1er tour (1/32) J. Berger    | C. Beckman S. Cannon     | n.o.             | n.o.             |
| 1990  | —                             | —                     | —                            | —                        | —         | —         | —                            | —                        | n.o.             | n.o.             |
| 1991  | 2e tour (1/16) G. Layendecker | P. McEnroe D. Wheaton | —                            | —                        | —         | —         | —                            | —                        | n.o.             | n.o.             |

N.B. : le nom du ou de la partenaire se trouve sous le résultat ; le nom des ultimes adversaires se trouve à droite.